# Вторая Песнь о Хельги Убийце Хундинга
«Вторая Песнь о Хельги Убийце Хундинга» (исл. Helgakviða Hundingsbana II) — одна из поэм древнескандинавского «Королевского кодекса», входящая в состав «Старшей Эдды» (наряду с «Первой Песнью о Хельги Убийце Хундинга»).

## Сюжет
Главный герой поэмы — конунг Хельги, сын Сигмунда из рода Ильвингов. Основная сюжетная канва здесь та же, что и в «Первой Песне»: Хельги убивает Хундинга, затем встречает валькирию Сигрун, которая рассказывает, что отец хочет выдать её за конунга Хёдбродда. Хельги побеждает Хёдбродда и женится на Сигрун. В отличие от «Первой Песни», здесь описывается разведка главного героя в стане Хундинга; Сигрун при первой встрече расспрашивает его о победе над Хундингом и получает уклончивые ответы, а при второй встрече признаётся ему в любви.
Вместе с Хёдброддом Хельги убивает его союзников — отца Сигрун Хёгни и её брата Браги. Ещё один брат, Даг, взятый в плен, получает пощаду в обмен на клятвенный отказ от мести, но позже всё-таки наносит Хельги смертельную рану. Сигрун, узнав об этом, проклинает брата. Она видится с мёртвым мужем в его кургане и вскоре умирает «от скорби и печали». Песнь замыкает прозаический рассказ о том, как мать Хёгни Богхильд отравила своего пасынка Синфьётли.

## Оценки
Сюжетно «Вторая Песнь» связана с «Первой Песнью о Хельги Убийце Хундинга» и с «Песнью о Хельги, сыне Хьёрварда» (эти три текста открывают раздел «героических песней» в «Старшей Эдде»). Исследователи полагают, что изначально существовали разные персонажи по имени Хельги, которые частично сблизились, но при этом сохранился ряд сюжетных противоречий.
Поэма состоит из нескольких разрозненных частей, которые могли быть написаны в разное время. Исследователи отмечают эмоциональную силу повествования, уникальную для эддической поэзии. Исследователь Отто Хёффлер предположил, что сюжет «Песни» имеет ритуальные истоки: по его мнению, Хельги могли называть «высокую жертву» в священной роще семнонов, описанной Тацитом, а валькирия, возлюбленная Хельги, — жрица, руководящая жертвоприношением. Ян де Фрис развил эту гипотезу, допустив, что на основе ритуальной легенды возникла датская песнь, испытавшая позже влияние скальдической и шпильманской поэзии, впитавшая викингский сюжетный материал и через Норвегию проникшая в Исландию.
По мнению Елеазара Мелетинского, в песнях о Хельги заметны сюжетные элементы «богатырской песни-сказки»: во «Второй песне» это описание первого подвига и «героического сватовства».